# Pseudocalotes khaonanensis
Pseudocalotes khaonanensis là một loài thằn lằn trong họ Agamidae. Loài này được Chan-Ard, Cota, Makchai & Laoteow mô tả khoa học đầu tiên năm 2008.